# Dépôt des tramways de Tourlaville
Le dépôt des tramways de Tourlaville, est un dépôt ferroviaire du tramway de Cherbourg, située sur le territoire de la commune de Tourlaville dans le département de la Manche. 
Mis en service en 1897 pour les locomotives à vapeur, il est ensuite utilisé pour les rames électriques et il est détruit avec le matériel roulant dans un bombardement en 1944.

## Histoire
Le 25 juillet 1891 « déclaration d'utilité publique et concession à la Ville de Cherbourg d'un réseau de tramways, à traction mécanique ». L'objectif est de desservir Cherbourg et sa banlieue de Tourlaville à Querqueville avec un transport de voyageurs et de marchandises. En 1893, la Compagnie générale française des chemins de fer secondaire est déchue, en 1896 la ville rétrocède la concession à Étienne Laval, et en 1898 la société anomnyme, dite Compagnie des tramways de Cherbourg, se substitue à M. Laval.
La station de Tourlaville est mise en service le 29 novembre 1896 par la Compagnie des tramways de Cherbourg (CTC), lorsqu'elle ouvre à l'exploitation sa ligne à voie métrique, desservie par des tramways à vapeur, de Cherbourg à Tourlaville. En mai 1897, la ligne est prolongée jusqu'au terminus-dépôt de Tourlaville.